# Чорнянська сільська рада (Старокостянтинівський район)
Чорня́нська сільська́ ра́да — адміністративно-територіальна одиниця та орган місцевого самоврядування у Старокостянтинівському районі Хмельницької області. Адміністративний центр — село Чорна.

## Загальні відомості
Чорнянська сільська рада утворена в 1929 році.
- Територія ради: 23,143 км²
- Населення ради: 577 осіб (станом на 2001 рік)

## Населені пункти
Сільській раді підпорядковані населені пункти:
- с. Чорна
- с. Лісове
- с. Шевченка

## Склад ради
Рада складається з 12 депутатів та голови.
- Голова ради: Реп'юк Микола Миколайович
- Секретар ради: Рудишина Анастасія Костянтинівна

### Керівний склад попередніх скликань
| Прізвище, ім'я, по батькові | Основні відомості                                                 | Дата обрання | Дата звільнення |
| --------------------------- | ----------------------------------------------------------------- | ------------ | --------------- |
| Борисюк Юрій Васильович     | Сільський голова, 1968 року народження, член Народної партії      | 26.03.2006   | 31.10.2010      |
| Реп'юк Микола Миколайович   | Сільський голова, 1975 року народження, освіта вища, безпартійний | 31.10.2010   |                 |

Примітка: таблиця складена за даними сайту Верховної Ради України

### Депутати
За результатами місцевих виборів 2010 року депутатами ради стали:

#### За суб'єктами висування
| Суб'єкт висування           | Кількість обраних депутатів | %    |
| --------------------------- | --------------------------- | ---- |
| Народна партія              | 4                           | 33,3 |
| Партія регіонів             | 4                           | 33,3 |
| Єдиний Центр                | 2                           | 16,7 |
| Комуністична партія України | 1                           | 8,3  |
| Самовисування               | 1                           | 8,3  |

#### За округами
| № округу                    | Прізвище, ім'я, по батькові      | Дата визнання обраним | Освіта  | Партійна приналежність | Відомості про обраного депутата           |
| --------------------------- | -------------------------------- | --------------------- | ------- | ---------------------- | ----------------------------------------- |
| Єдиний Центр                |                                  |                       |         |                        |                                           |
| 1                           | Рудишина Анастасія Костянтинівна | 01.11.2010            | середня | член Єдиного Центру    | Чорнянська сільська рада, секретар        |
| 9                           | Балюк Світлана Володимирівна     | 01.11.2010            | середня | член Єдиного Центру    | АТК, адміністратор АТК                    |
| Комуністична партія України |                                  |                       |         |                        |                                           |
| 7                           | Момотюк Світлана Василівна       | 01.11.2010            | середня | позапартійна           | тимчасово не працює                       |
| Народна Партія              |                                  |                       |         |                        |                                           |
| 4                           | Бушкевич Валентина Василівна     | 01.11.2010            | середня | член Народної партії   | тимчасово не працює                       |
| 10                          | Лізавчук Микола Петрович         | 01.11.2010            | середня | член Народної партії   | ФГ «Троянда», директор                    |
| 11                          | Димнич Любов Степанівна          | 01.11.2010            | середня | член Народної партії   | пенсіонер                                 |
| 12                          | Митюк Леонід Володимирович       | 01.11.2010            | середня | член Народної партії   | тимчасово не працює                       |
| Партія регіонів             |                                  |                       |         |                        |                                           |
| 2                           | Яшнюк Василь Іванович            | 01.11.2010            | середня | позапартійний          | приватний підприємець, директор           |
| 3                           | Жданов Олег Віталійович          | 01.11.2010            | середня | позапартійний          | тимчасово не працює                       |
| 5                           | Кучер Світлана Василівна         | 01.11.2010            | вища    | позапартійна           | Чорнянська загальноосвітня школа, вчитель |
| 6                           | Сологуб Клавдія Федорівна        | 01.11.2010            | середня | член Партії регіонів   | тимчасово не працює                       |
| Самовисування               |                                  |                       |         |                        |                                           |
| 8                           | Шмиглюк Надія Костянтинівна      | 01.11.2010            | середня | позапартійна           | Пошта с. Чорна, завідувачка               |